# Mikael Herrström
Mikael Herrström,  född 12 augusti 1965 i Stockholm, är en svensk musikproducent, ljudtekniker och sångare.
Herrström har arbetat med artister som Popsicle, Thåström, Christian Kjellvander, Fatboy, Ane Brun, Stefan Sundström, Ossler, Jerry Williams, Hederos & Hellberg, Amanda Ginsburg, Kristofer Åström med flera.
MH började som praktikant i Mistlur Studio årsskiftet 1984/85.
Slog igenom med Popsicles debutalbum Lacquer tidigt 90-tal och blev kallad "mannen som uppfann det svenska indiesoundet" i Sydsvenska Dagbladet. Tack vare denna skiva erbjöds MH att producera "Vitabergspredikan" med Stefan Sundström, och karriären tog en delvis ny riktning med mer svenskklingande musik, som till exempel den uppmärksammade "I overkligheten" med Ulf Stureson från 1996.
En höjdpunkt är Thåströms storsäljande "Det är ni som e dom konstiga det är jag som e normal" från 1999. 
2011 fick MH chansen att producera ytterligare en barndomsidol: Jerry Williams med albumet "Alright".
Bland senare års album kan nämnas Hederos & Hellberg "Tillsammans mot ljuset" (2021) samt Christian Kjellvander "Hold Your Love Still" (2023)

## Diskografi

### Produktioner i urval
- 2023: Christian Kjellvander - Hold Your Love Still [prod, mix, eng)
- 2022: Lars Bygdén - One Last Time for Love [mix, eng]
- 2021: Hederos & Hellberg - Tillsammans mot ljuset [prod, mix, eng]
- 2020: Amanda Ginsburg - I det lilla händer de mesta [mix, eng]
- 2019: The Sandmen - Himmelstormer [prod, mix, eng]
- 2018: 1900 - Fältinspelningar [mix]
- 2017: Candlemass - Single [eng]
- 2016: Tonje Unstad  - Svermere [prod, mix, eng]
- 2015: The Vanjas - No Tomorrow Boy/Push It [prod, mix]
- 2014: Mattias Hellberg - In Egolectric Harmony [mix, eng]
- 2013: Ossler - Stas [co prod, mix, eng]
- 2012: Gittansånger  [co prod, mix, eng]
- 2011:  Jerry Williams - Alright [prod, mix
- 2010: Fatboy - Overdrive [prod, eng] (Family Tree)
- 2009: Lars Bygdén - Family Feelings [prod, mix, eng]
- 2009: Ane Brun - Live at Stockholm Concert Hall [mix]
- 2008: Ossler - Ett Brus [co prod, mix]
- 2008: Stina Berge - Stina & kärleken [prod, mix, eng]
- 2008: Ane Brun - Changing of the Seasons [eng]
- 2007: Conny Nimmersjö -  Skörheten & oljudet
- 2007: Ane Brun - Live in Scandinavia [mix]
- 2007: Weeping Willows - Fear & Love [mix] (
- 2007: Madrugada - Lift Me single [mix[
- 2006: Marble - Marble [prod, mix, eng]
- 2006: The Sandmen - White Trash/Red Front [prod, mix, eng]
- 2005: Ossler - Krank [prod]
- 2004: Kristofer Åström - Loupita [co prod, mix, eng]
- 2003: Grapestompers - Swingin' & Swayin' [prod, mix, eng]
- 2002: Stefan Sundström - Sundström spelar Allan [prod]
- 2001: The Thousand Dollar Playboys - Stay! [prod] (
- 2001: Hederos & Hellberg - Together in the Darkness [prod, eng]
- 2000: Stefan Sundström - Fisk i en skål [prod]
- 1999: Thåström - Det är ni som e dom konstiga det är jag som e normal [prod, eng]
- 1998: Barusta - Evolution [prod]
- 1997: Stefan Sundström - Babyland [prod]
- 1997: Weeping Willows - Christmas In Prison ep [prod]
- 1996: Ulf Stureson - I overkligheten [prod]
- 1995: Carl-Einar Häckner - Visor i tiden [prod]
- 1994: Stefan Sundström - Vitabergspredikan [prod]
- 1992: Popsicle - Lacquer [prod, mix, eng]

### Soloalbum
- 2020: Vädret (Himmelska)
- 2015: A No Family Affair (comsat angel)
- 2007: The Second Waltz (comsat angel/V2)
- 2000: Ultra Simple Comfort (comsat angel/MNW)